# Pianoбой
Piánoбо́й — сольний проєкт Дмитра Шурова, колишнього піаніста гуртів Океан Ельзи, Esthetic Education та Земфіри. Створений 2009 року. Виконує пісні українською, російською та англійською мовами.
У першому складі гурт був тріо — до нього входили Дмитро, його сестра Ольга Шурова і Ліда Тутуола.

## Історія проєкту

### Заснування та дебютний альбом (2009—2012)
На початку 2009 року Шуров почав працювати над оперою «Лев і Лея», частина якої прозвучала на показі фешн-дизайнера Олени Ахмадулліної в Парижі. У процесі роботи у Шурова з'явилася ідея створення власної групи. В роботі над проєктом, що отримав назву «Pianoбой», йому допомагала сестра Ольга Шурова, випускниця Київського лінгвістичного університету.

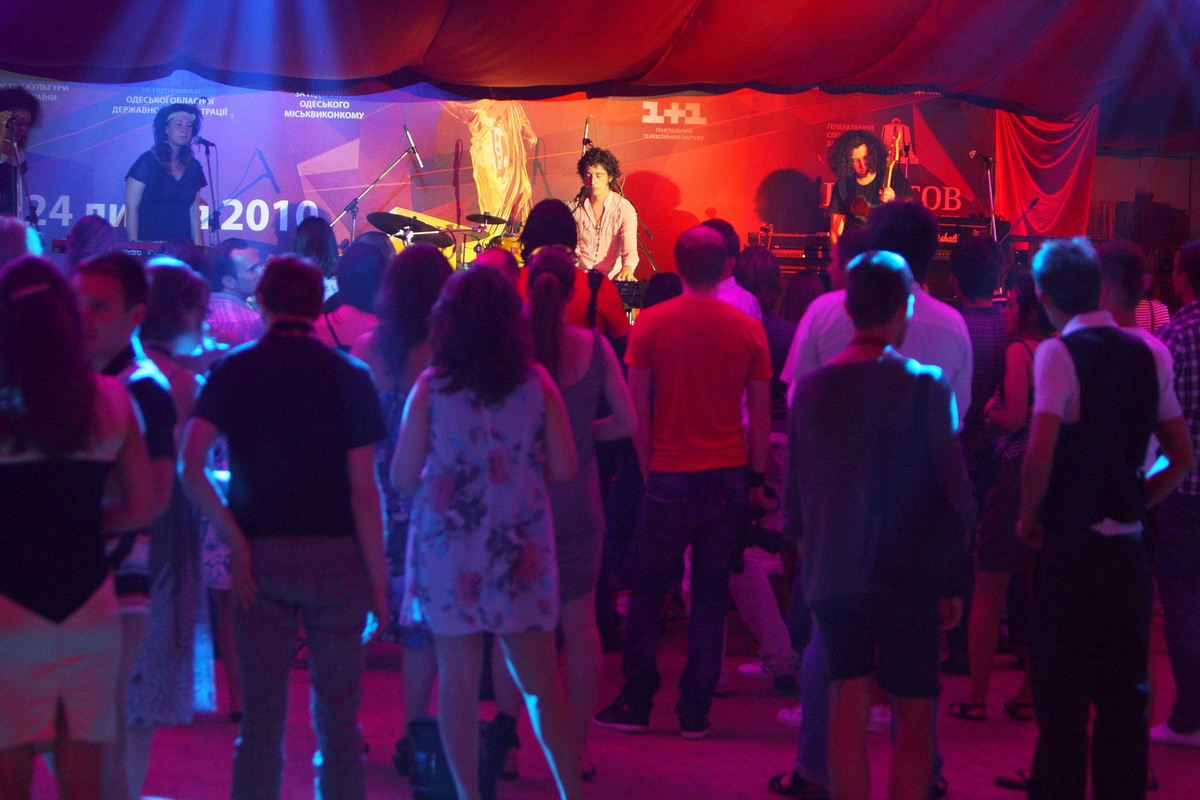
Виступ на ОМК І (2009)

Перший виступ Дмитра Шурова в ролі Pianoбоя пройшов у вересні 2009-го в рамках другого Moloko Music Fest. Крім Дмитра та Ольги як бек-вокалістки, в ньому взяли участь ще одна бек-вокалістка Ліда Тутуола, гітарист Ілля Галушко та барабанщик Андрій Надольський. Після цього Pianoбой виступив на показі колекції Лілії Літковської, відкрив своїм сетом тиждень британського кіно та зіграв концерт на святкуванні дня народження журналу Harper's Bazaar в Києві.
У листопаді 2009 року відбулася прем'єра першої пісні, «Смысла.нет», на радіо та телебаченні, а 29 грудня 2009-го Pianoбой відіграв в Києві свій перший повноцінний сольний концерт, де був також презентований кліп на цю пісню. Кліп був створений батьком гітариста групи, театральним художником Олександром Другановим-старшим, разом з київським аніматором Дмитром Лісенбартом на основі малюнків художниці Марії Друганової, дочки Олександра.

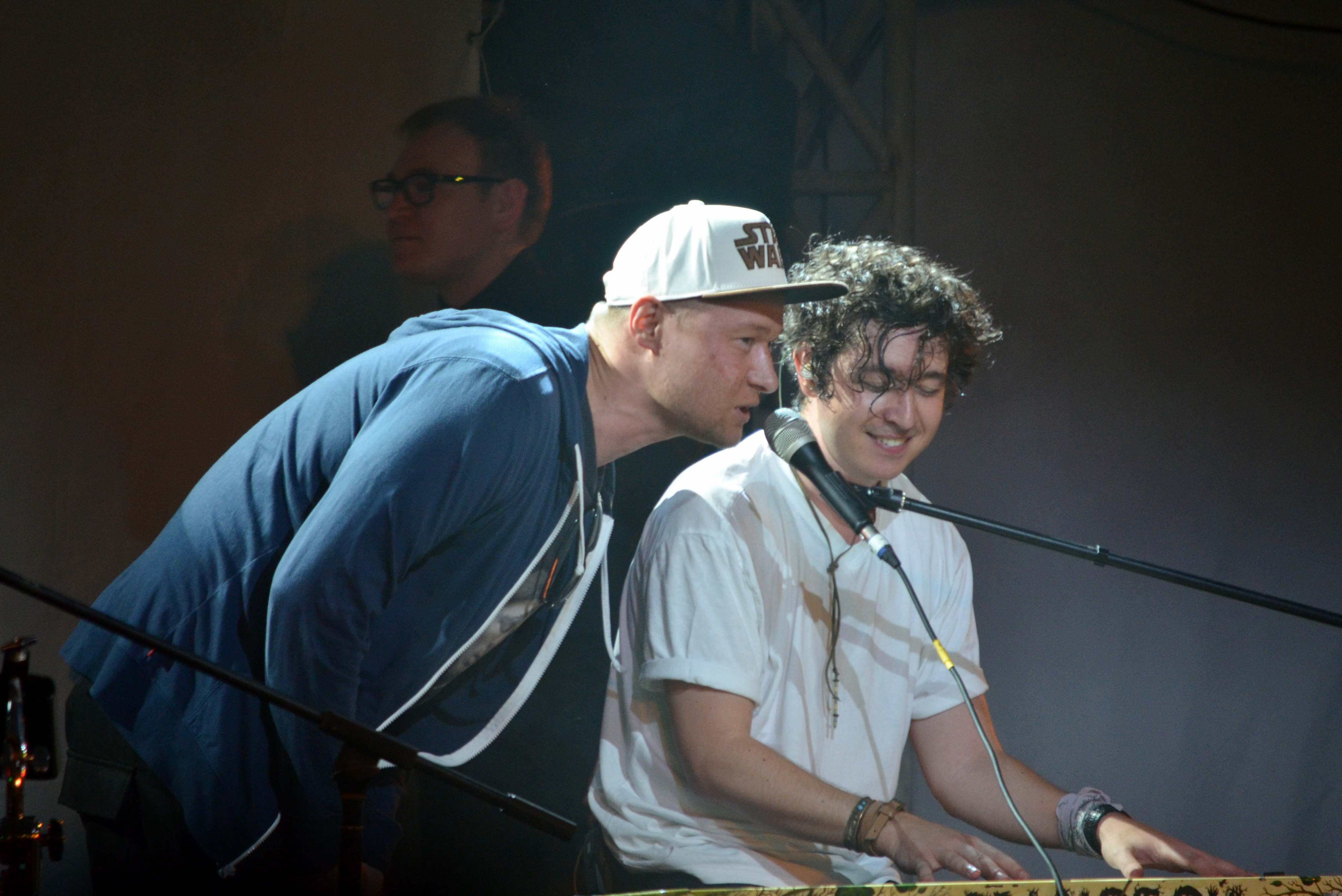
Дмитро Шуров та Андрій Хливнюк з «Бумбоксу»

У січні 2010 року Pianoбой розпочав запис дебютного альбому, а наприкінці лютого розпочав клубний тур Україною. До першого складу гурту увійшли Шурови, Ліда Тутуола, Андрій Надольський та гітарист Олександр Друганов. У лютому 2011 року Pianoбой спільно з групою «Бумбокс» записав пісню «Этажи». Після цього гурт почав співпрацювати з компанією «Музыка для Масс» і продюсером Олексієм Согомоновим, який також є продюсером «Бумбоксу». У 2011-му були записані кліпи на пісні «Ведьма», «Уикенд», «Утекай» та «Этажи» (останній разом з «Бумбоксом»).
У березні 2012 року Pianoбой завдяки пісні «Ведьма» переміг у номінації «відкриття року» премії «Чартова дюжина» російської радіостанції «Наше радио». У травні 2012-го вийшов дебютний альбом гурту — «Простые вещи». Альбом вийшов на лейблі Lavina Music. У серпні 2012-го Pianoбой разом з «Бумбоксом» і «ТНМК» записали кавер на пісню Міхея і Джуманджи «Для тебя» для концерту-триб'юту, а в січні 2013 року випустили кліп на цей кавер.

### Не прекращай мечтать (2013—2014)
У вересні 2013-го вийшов альбом «Не прекращай мечтать». У квітні 2014-го Pianoбой записав кліп на пісню «Родина». У липні 2014-го запланований у Москві концерт гурту потрапив під заборону уряду російської столиці. Пізніше цю пісню було перекладено українською мовою та оприлюднено як сингл «Вітчизна [Архівовано 2 травня 2019 у Wayback Machine.]».

### Take off і сьогодення (з 2015)
2015 року Шуров записує новий альбом, який дістав назву «Take off», і їде в тур Україною.

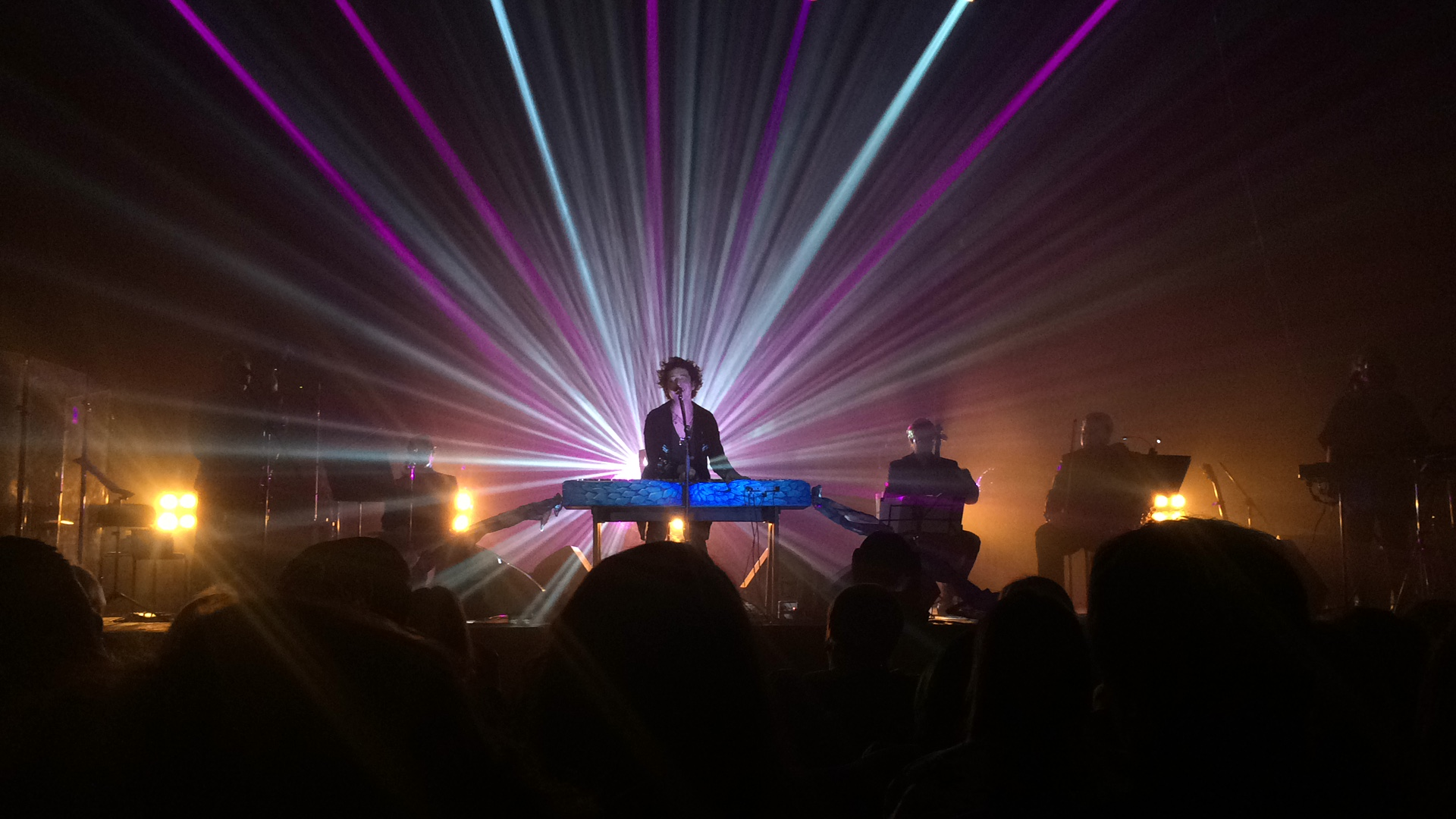
Концерт у Одеській філармонії (2017)

2016-го на екранах ТРК Україна транслюється серіал Не зарікайся, що часто критикується за антиукраїнську направленість, у якому використані пісні, написані Шуровим.
Наприкінці 2022 року Дмитро Шуров став офіційним музичним продюсером українського національного відбору на «Євробачення-2023».

## Склад

### Музиканти

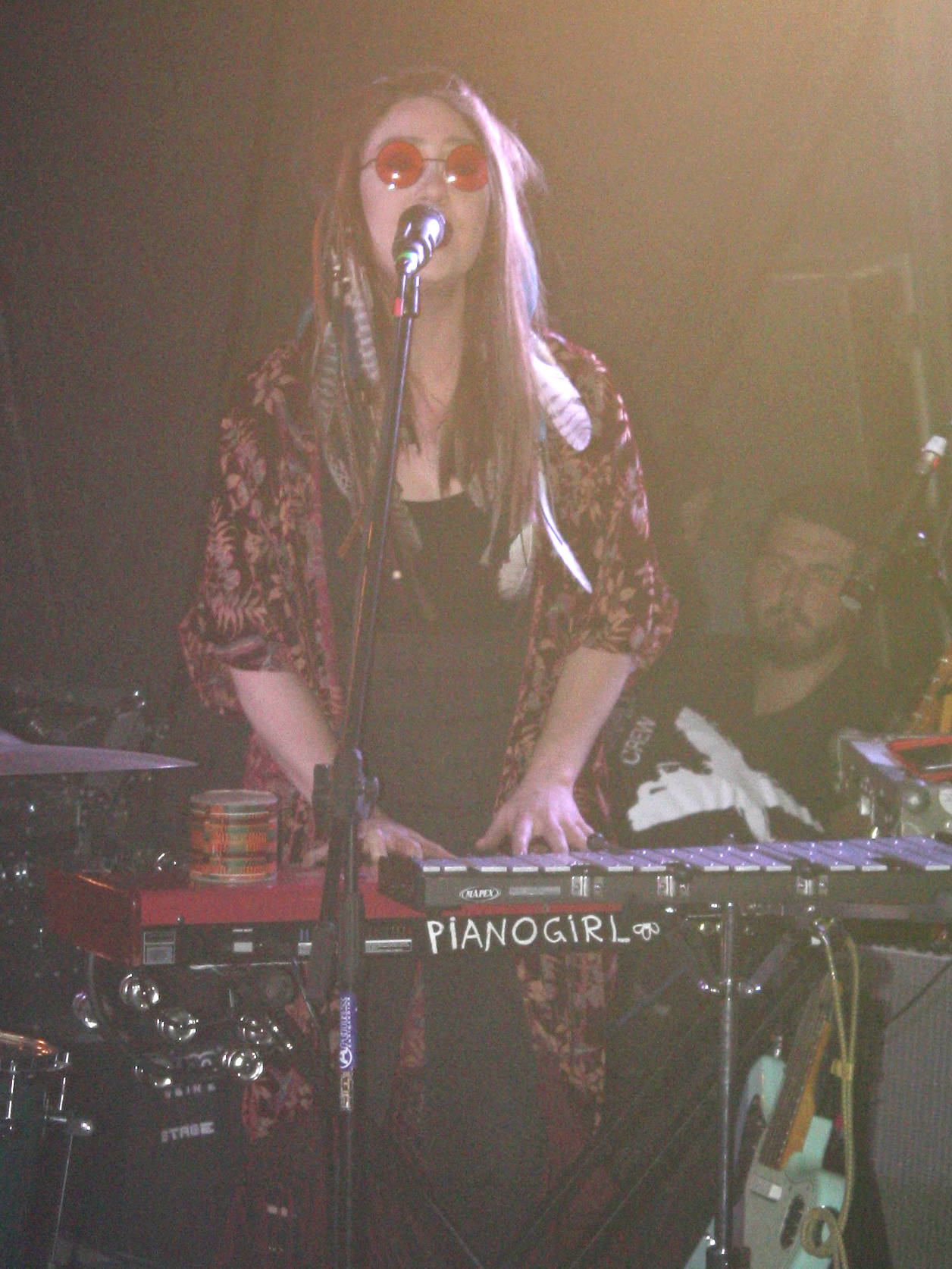
Pianogirl — Оля Шурова (2018)

#### Теперішні учасники
- Дмитро Шуров — вокал, фортепіано
- Микола Кістеньов — бас-гітара
- Мойсей Бондаренко — скрипка

#### Колишні учасники
• Оля Шурова – бек-вокал, клавішні, гітара, металофон, перкусія
• Григорій Олійник – барабани
• Сергій Гризлов – гітара
- Ліда Тутуола — бек-вокал
- Олександр Поляков — барабани
- Олександр Друганов — гітара
- Микола Хомутов — барабани
- Максим Малишев — барабани
- Андрій Надольський — барабани
- Сергій Балалаєв — барабани
- Володимир Павловський — гітара
- Максим Цивіна — директор

### Адміністративний персонал
- Ольга Шурова — PR, стиліст
- Марія Кулікова — директор

### Інші
- Надія Бєлік — фотограф

## Дискографія
Студійні альбоми
- «Простые вещи» (2012)
- «Не прекращай мечтать» (2013)
- «Take Off» (2015)
- «ХІСТОРІ»[15]

Сингли
- Родимки
- Шампанські очі
- Лучшее, что есть
- Неисправимый
- Полуничне небо
- На вершині
- Все, що тебе не вбиває[16]
- Айсберги[17]
- Цілуй Мене
- Перша Леді
- Я можу все

## Відеографія
| Рік  | Назва                            | Режисер                | Реліз                  |
| ---- | -------------------------------- | ---------------------- | ---------------------- |
| 2009 | «Follow The Sun»                 | —                      | —                      |
| 2009 | «Смысла.нет»                     | Олександр Друганов     | —                      |
| 2011 | «Eternity Away From Here»        | Анастасія Монастирська |                        |
| 2011 | «Утекай»                         | Станіслав Гуренко      | —                      |
| 2011 | «Ведьма»                         | Станіслав Гуренко      | Простые вещи           |
| 2011 | «Этажи»                          | Володимир Лерт         | Простые вещи           |
| 2011 | «No More I Love You's»           | —                      | —                      |
| 2011 | «Отличный уикенд»                | Володимир Якименко     | Простые вещи           |
| 2012 | «Простые вещи»                   | Станіслав Гуренко      | Простые вещи           |
| 2013 | «Одна»                           | Станіслав Гуренко      | Не прекращай мечтать   |
| 2013 | «Света»                          | Станіслав Гуренко      | Не прекращай мечтать   |
| 2013 | «Для тебя»                       | Владимир Якименко      | —                      |
| 2013 | «Бандерлоги»                     | Кирило Виноградов      | Не прекращай мечтать   |
| 2014 | «Поезд»                          | Дмитро Шуров           | Не прекращай мечтать   |
| 2014 | «Родина»                         | В. Шкляревський        | Не прекращай мечтать   |
| 2014 | «Fragile (Українська Версія)»    | —                      | —                      |
| 2014 | «Toxicity»                       | Андрій Бояр            | —                      |
| 2014 | «Встречайте Зиму»                | Андрій Бояр            | —                      |
| 2014 | «Будь Сильным»                   | Олена Устинова         | —                      |
| 2015 | «Imagine»                        | Денис Захаров          | —                      |
| 2015 | «Кохання»                        | Гліб Орлов             | —                      |
| 2016 | «Горя Чуть Слышно»               | Анна Копылова          | —                      |
| 2016 | «Родимки»                        | Анна Бурячкова         | Родимки                |
| 2016 | «Шампанські очі»                 | Андрій Бояр            | Шампанські очі         |
| 2017 | «Лучшее, что есть»               | Гео Лерос              | Take Off               |
| 2017 | «На вершині»                     | Марія Оз та Лука       | На вершині             |
| 2016 | «Неисправимый»                   | Андрій Бояр            | Неисправимый           |
| 2017 | «Полуничне небо»                 | Анна Бурячкова         | Полуничне небо         |
| 2018 | «Все, що тебе не вбиває»         | Гео Лерос              | Все, що тебе не вбиває |
| 2018 | «Підручник»                      | Олександр Кулик        | —                      |
| 2019 | «Цілуй Мене» разом з Shy         | Юрій Двіжон (DVIZHON)  | Цілуй Мене             |
| 2019 | «Ніхто Не Сам» (feat. Open Kids) | Олександр Кукушкін     | —                      |
| 2019 | «Перша Леді» (feat. Аліна Паш)   | Антоніна Ноябрьова     | Перша Леді             |

### Відео під вільною ліцензією
- Айсберги
- Ніхто Не Сам (feat. Open Kids)
- Перша Леді (feat. Аліна Паш)
- Я можу все

## Нагороди

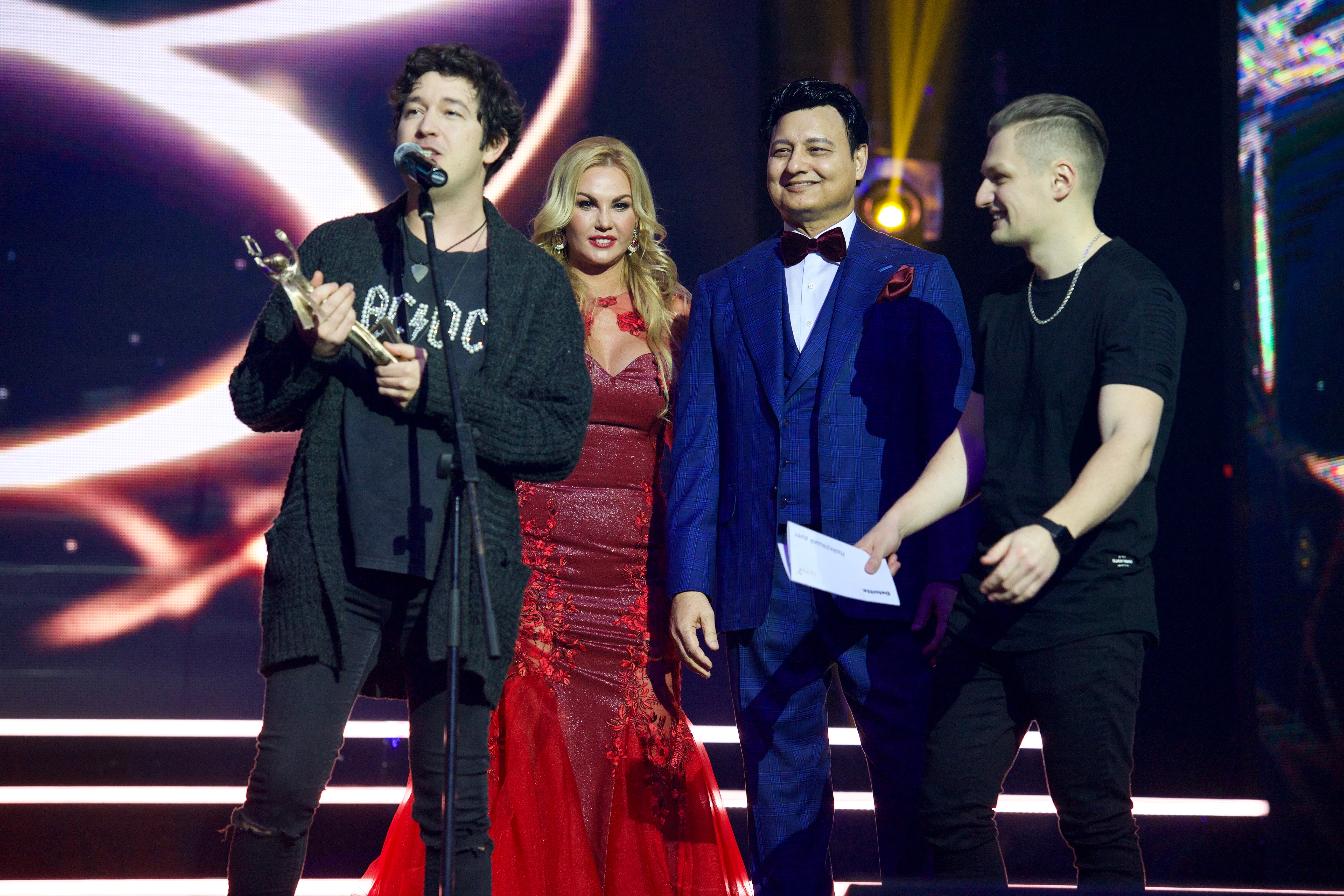
На врученні премії YUNA 2018

| Рік  | Премія | Номінація          | Результат | Примітка                                     | Дж.    |
| ---- | ------ | ------------------ | --------- | -------------------------------------------- | ------ |
| 2013 | YUNA   | Найкращий гурт     | Номінація |                                              |        |
| 2013 | YUNA   | Найкращий альбом   | Номінація | альбом «Не прекращай мечтать»                |        |
| 2014 | YUNA   | Найкращий гурт     | Номінація |                                              |        |
| 2016 | YUNA   | Найкраща пісня     | Перемога  | пісня «Злива» з Андрієм Хливнюком і Джамалою |        |
| 2016 | YUNA   | Найкращий дует     | Перемога  | з Андрієм Хливнюком і Джамалою               |        |
| 2017 | YUNA   | Найкращий рок-гурт | Номінація |                                              |        |
| 2017 | YUNA   | Найкращий альбом   | Номінація | альбом «Take Off»                            |        |
| 2018 | YUNA   | Найкращий рок-гурт | Номінація |                                              | [ 18 ] |
| 2018 | YUNA   | Найкращий дует     | Перемога  | пісня «На вершині» з Morphom                 | [ 19 ] |

## Позиції пісень в тижневих хіт-парадах
| Рік                                            | Пісня                                 | Найвища позиція в чарті | Найвища позиція в чарті |
| Рік                                            | Пісня                                 | Ukraine Top 20          | Europe Official Top 100 |
| ---------------------------------------------- | ------------------------------------- | ----------------------- | ----------------------- |
| 2019                                           | Цілуй мене (разом із Shy)             | 12                      | —                       |
| 2019                                           | Айсберги                              | 5                       | —                       |
| 2018                                           | Підручник                             | 19                      | —                       |
| 2018                                           | Все, що тебе не вбиває                | 2                       | —                       |
| 2018                                           | Полуничне небо                        | 18                      | 92                      |
| 2017                                           | Полуничне небо                        | 13                      | 69                      |
| 2017                                           | На вершині (за участі Morphom)        | 4                       | 58                      |
| 2017                                           | Шампанські очі                        | 1                       | 80                      |
| 2016                                           | Шампанські очі                        | 1                       | —                       |
| 2016                                           | Родимки                               | 3                       | —                       |
| 2015                                           | Кохання                               | 9                       | 98                      |
| 2015                                           | Imagine (Дмитро Шуров&Андрій Хливнюк) | 6                       | —                       |
| 2013                                           | Одна                                  | 28                      | —                       |
| 2013                                           | Для тебя (за участі Бумбокс і ТНМК)   | 26                      | —                       |
| 2012                                           | Для тебя (за участі Бумбокс і ТНМК)   | 23                      | —                       |
| 2011                                           | Этажи (за участі Бумбокс)             | 30                      | —                       |
| »—" означає, що пісня не брала участі у чарті. |                                       |                         |                         |